# Hedwig von Hessen-Kassel

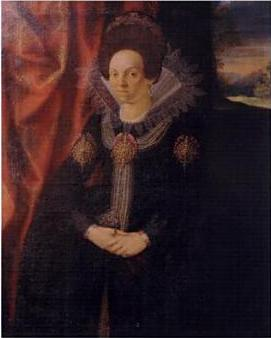
Hedwig von Hessen-Kassel, Fürstin von Schaumburg (1569–1644), Gemälde von Johannes Rottenhammer, 1612

Hedwig von Hessen-Kassel (* 30. Juni 1569 in Kassel; † 7. Juli 1644 in Stadthagen) war eine Prinzessin von Hessen-Kassel und durch Heirat Fürstin von Schaumburg.

## Leben
Hedwig war eine Tochter des Landgrafen Wilhelm IV. von Hessen-Kassel (1532–1592) aus dessen Ehe mit Sabina (1549–1581), Tochter des Herzogs Christoph von Württemberg. Sie wurde gemeinsam mit ihrer früh verstorbenen Zwillingsschwester Agnes am 4. Juli getauft. Ihre Taufpatin war unter anderem ihre Tante Hedwig.
Sie heiratete am 11. September 1597 auf Schloss Wilhelmsburg in Schmalkalden den Grafen Ernst von Holstein-Schaumburg (1569–1622). Hedwigs Bruder Moritz hatte bei der Werbung 1593 allerdings zur Bedingung gemacht, dass Ernst Anteil an der Regierung seines Stiefbruders Adolf XI. erhalten solle. Nach dem Mindner Vergleich 1595 erhielt Ernst die Niedergrafschaft Schaumburg mit den Ämtern Sachsenhagen, Hagenburg und Bokeloh zugesprochen. Nach dem Tod seines Bruders 1601 wurde Ernst souveräner Graf von Holstein-Schaumburg und schließlich 1620 in den Reichsfürstenstand erhoben.
In der gemeinsamen Residenz des Paares in Sachsenhagen wurde die vorhandene Burg zu einem Schloss umgebaut, bevor Ernst seinen Regierungssitz zunächst nach Stadthagen verlegte.

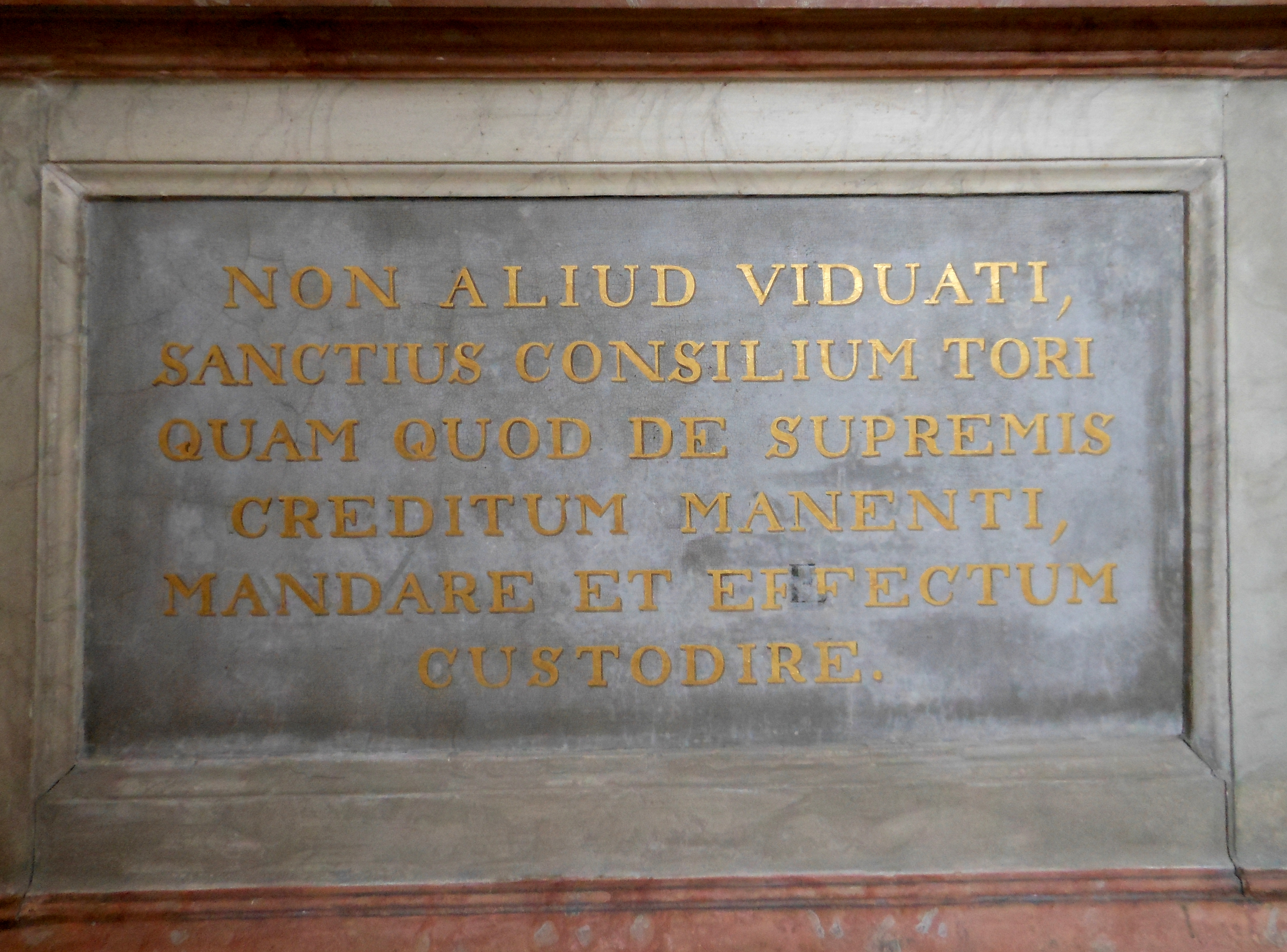
Inschrift am Sockel von Hedwigs Epitaph im Fürstenmausoleum Stadthagen

Nach dem Tod ihres Mannes beendete Hedwig 1627 den Bau des Fürstlichen Mausoleums an der St.- Martini-Kirche in Stadthagen, in dessen Gruft sie auch bestattet ist. Ihr Epitaph enthält eine lateinische Inschrift, die besagt: „Es gibt keinen anderen, heiligeren Entschluss des Witwenstandes, als das, was vom letzten Willen anvertraut, dem Bleibenden weiterzugeben und es, wenn es verwirklicht, zu hüten.“ 
Ihre Ehe war kinderlos geblieben und Hedwig verwaltete ihr Wittum Stadt und Amt Stadthagen. Im Besitz einer hessischen unverzinsten Schuldverschreibung von 100.000 Talern, setzte sie ihrem Neffen Wilhelm eine jährliche Rente aus und vermachte diese Schuldverschreibung, ihr Wittum und alle Rechte an der Grafschaft Schaumburg der Landgräfin Amalie, die sie auch zur Vollstreckerin ihres Testaments bestimmte.